# キャロリン・ミラー
キャロリン・ミラー（Carolyn Miller）は、カナダ・トロント生まれのナレーター、声優。所属事務所はリベルタ。

## 経歴・人物
モントリオールのコンコルディア大学で、哲学、政治学を専攻。カナダとアメリカでボイストレーニングを積んで来日。ゲーム、アニメのキャラクターボイスをはじめ、教育番組、企業ビデオ、ドキュメンタリー番組、CMでナレーションを務めるなど、幅広い分野で活動中。趣味は、料理、ショートストーリーの創作、ウエイトトレーニング。

## 出演番組

### テレビ
- えいごリアン
- リトル・チャロ
- 3か月トピック英会話
- プレキソ英語
- えいごであそぼ

### ラジオ
- 英会話入門
- 英会話中級
- ラジオ英会話
- 攻略!英語リスニング
- 遠山顕の英会話楽習